# Epic (album Borknagar)
Epic – szósty album norweskiego zespołu Borknagar - nagrany w Toproom Studio, Fagerborg Studio i MultiMono Studio pomiędzy kwietniem 2003 a marcem 2004 roku. Przed nagrywaniem album z zespołu odszedł basista Jon Erik Torgersen "Tyr" zastąpił go już znany perkusista zespołu Asgeir Mickelson, zespół opuścił także gitarzysta Jens F. Ryland.

## Lista utworów
1. "Future Reminiscence" – 5:26
2. "Traveller" – 5:03
3. "Origin" – 4:58
4. "Sealed Chambers of Electricity" – 4:12
5. "The Weight of Wind" – 3:58
6. "Resonance" – 4:28
7. "Relate (Dialogue)" – 4:28
8. "Cyclus" – 5:25
9. "Circled" – 4:45
10. "The Inner Ocean Hypothesis" – 5:10
11. "Quintessence" – 5:31
12. "The Wonder" – 4:16

## Twórcy
- Vintersorg - śpiew, gitara
- Øystein G. Brun - gitara
- Asgeir Mickelson - perkusja, gitara basowa
- Lars A. Nedland - syntezator, organy Hammonda, fortepian i wokal wspierający